# King Muscle
King Muscle (キン肉 スグル?, Suguru Kinniku), detto Kinnikuman (キン肉マン?), è un personaggio e protagonista della serie di manga e anime Kinnikuman, scritto e disegnato da Yoshinori Nakai e Takashi Shimada. Kinnikuman è uno dei più forti lottatori del manga, vincitore di tutti i premi ambiti per un lottatore. Durante il periodo di pace fra la prima e la seconda serie avrà un figlio, Kid Muscle.
Come molti altri personaggi di Kinnikuman, King Muscle fu uno dei personaggi della prima serie degli Exogini, conosciuto col nome di Aquila. È anche un personaggio giocabile in Jump Ultimate Stars.

## Personaggio
Kinnikuman nasce come parodia del popolare supereroe giapponese Ultraman. Inizialmente le sue storie avevano un carattere comico ed erano autoconclusive, ed i nemici principali erano prevalentemente dei kaijū. Solo in seguito prenderanno una dimensione più seria introducendo i combattimenti fra i vari supereroi proveniente da ogni parte del mondo, e diventando una parodia del wrestling e Suguru diventerà uno dei più forti lottatori dell'Universo di Kinnikuman e Ultimate Muscle e l'unico ad aver vinto ogni competizione dei chojin. È presentato come un personaggio piuttosto stupido, infantile e goloso, ma spesso dimostra di essere indiscutibilmente degno per la sua bontà e sensibilità che manifesta per i problemi degli altri, quindi anche di essere il leader del suo gruppo di chojin. Suo figlio Kid assomiglia molto a lui, sia nell'aspetto che nel carattere.
Ha la particolarità di perdere facilmente la testa per tutte le ragazze carine, in particolare Mari Nikadō e Natsuko Shōno. Tuttavia nessuna ragazza lo trova particolarmente attraente, eccetto Belinda, con la quale si sposerà. Suguru vanta di due partecipazioni e di due vittorie al Torneo Choujin, record che detiene insieme a suo padre Mayumi. Il piatto preferito di Suguru è il gyūdon. Principalmente il suo hobby è guardare la TV.
Suguru Ha un livello Choujin di 950,000 e 70,000,000 con la tecnica Kajiba no Kuso-jikara. Nei primi capitoli di Kinnikuman il personaggio aveva dimostrato di possedere superpoteri, che però si attivavano quando mangiava l'aglio.

## Storia

### Kinnikuman
King Muscle è il figlio di Maestà Muscle e Sayuri Kinniku, il re e la regina del pianeta Kinniku. A causa di un incidente, viene inviato sulla Terra al posto di un maiale. Passati vent'anni, King riceve la visita di Meat, spedito sulla Terra per ritrovare il principe Kinniku. Meat informa che il maiale è diventato principe al suo posto e lo esorta a tornare sul suo pianeta. Ritornato sul pianeta, riceve l'ordine di allenarsi per diventare un degno sovrano. Durante le varie avventure, King è costretto ad affrontare furfanti come Kinkotsuman e Iwaoe, ma soprattutto avversari del calibro di Terryman. King partecipa al Torneo Chojin, rappresentando il Giappone. Dopo aver affrontato moltissimi avversari, arriva in finale con Robin Mask, sconfiggendolo dopo un lungo duello.
Dopo la vittoria alle Olimpiadi di Choujin, King è stato inserito nel torneo Americano. Qui affronta il Principe Kamehame che lo sconfigge in soli sette secondi, ma decide di prenderlo come allievo per insegnargli quarantotto tecniche per sconfiggere il campione delle Hawaii, Jesse Maivia. Subito dopo l'allenamento, King si dimostra enormemente superiore e vince Jesse, così da passare al prossimo incontro. Dopo aver combattuto e sconfitto Doro Flairs, affronta in finale Beauty Rhodes (parodia di Dusty Rhodes) e Jean Steamboard insieme al suo compagno Terryman, vincendo anche questo ambito torneo.
Sul pianeta Kinniku, Belinda (Bibinba nel doppiaggio originale), una donna proveniente dal pianeta Rakka, cerca di uccidere King, ma inutilmente e il ragazzo ritorna sulla Terra per partecipare alle nuove Olimpiadi di Chojin. Qui, King fa amicizia con Wolfman, lottatore incontrato in finale, Brocken Jr, Ramenman, Mr.P avversari incontrati al torneo e battuti. Anche stavolta vince il torneo e si aggiudica nuovamente la cintura di campione.
Dopo le due vittorie consecutive alle Olimpiadi di Chojin, King ha affrontato avversari ancora più pericolosi come Buffaloman. Lo scontro con quest'ultimo è altrettanto pericoloso, ma alla fine Suguru riuscirà a vincerlo e lo convincerà a redimersi. In seguito al torneo, la famosa Maschera D'Oro viene rubata da alcuni malvagi cavalieri. King Muscle li affronta in combattimento arrivando a vincere perfino Ashuraman e Akuma Shogun, gli ultimi cavalieri del gruppo. Insieme a Terryman partecipa al Chojin Tag Tournament Universale, battendo i Perfect Chojin Neptune Man e Big The Budo. Dopo aver trionfato anche nel Survival Match per il trono Muscle contro Kinnikuman Super Phoenix, King Muscle è stato nominato Re del pianeta Kinniku e si è sposato con Bibinba. Dopo il matrimonio diventerà padre di Kid Muscle che seguirà le sue orme.

### Ultimate Muscle
Passati sedici anni, King Muscle riappare durante l'esame di selezione per entrare nella Muscle League. Durante l'esame per reclutare nuovi membri della Muscle League, è costretto ad affrontare suo figlio Kid in combattimento. Alla fine, sebbene sia in vantaggio, viene sconfitto dal figlio Kid in combattimento, visto che nelle sue condizioni non riesce più ad utilizzare le sue mosse. In questa serie cerca di nascondere il suo fisico, non più massiccio come quello di un tempo. Apparirà anche come esaminatore iniziale al torneo delle lanterne, e a sostenerlo durante l'incontro con il Barone Maximilian anche nell'incontro prima della finale del Torneo Ikimon Chojin.

## Poteri e abilità
King possiede delle abilità eccezionali tipiche della sua razza: la guarigione dalle ferite avviene per lui più rapidamente rispetto ai terrestri e una velocità ed una forza sovrannaturale. Tuttavia è molto impacciato e dimostra maggiore impegno nei combattimenti solo durante i momenti di pericolo contro avversari estremamente pericolosi. Nei primi capitoli del manga (quelli a carattere più parodistico) in quanto parodia di Ultraman il personaggio era anche dotato di vari superpoteri (legati al suo mangiare molto aglio) per affrontare i kaiju, come crescere fino ad un'altezza di trenta metri, sparare raggi dagli occhi e volare (tramite le sue puzzette).
King ha ricevuto moltissimi allenamenti, prima di tutto da Meat. Quest'ultimo gli ha insegnato ad essere un bravo lottatore e a rispettare gli avversari. Ma è durante l'allenamento con il Principe Kamehame che King Muscle si potenzia enormemente, imparando le famose tecniche dell'assassino con le quali sconfigge Jesse Mavia, il combattente più forte delle Hawaii.
Kin Muscle possiede un'aura blu (a volte appare anche dorata) quando risveglia l'Ultimate Muscle, ovvero l'abilità innata del clan Kinniku. Quando King risveglia l'Ultimate Muscle incremente notevolmente la forza e la velocità, cosa che gli permette di sconfiggere nemici potentissimi come Kinnikuman Super Phoenix.
Lo stile di combattimento di King è basato su quello del wrestler giapponese Antonio Inoki.
Durante il periodo di pace tra la prima e la seconda serie, King s'indebolisce parecchio (anche a causa della sua età) e perde il suo fisico possente, diventando un uomo di mezz'età ormai non più in grado di utilizzare le sue mosse e i suoi attacchi, cosa che ne spiega la sconfitta prima dalla nuova generazione di DMP e poi dal figlio Kid. Tuttavia è ancora in grado in alcune situazioni di usufruire dell'Ultimate Muscle e quando lo fa il suo corpo ritorna grosso e prestante.

## Incontri
- Titoli conquistati:
  - Campione del  20º Torneo Ikimon Chojin
  - Campione del torneo Americano
  - Campione del  21º Torneo Ikimon Chojin
  - Campione del Chojin Tag Tournament Universale
  - Vincitore del Survival Match per il trono Muscle
- Totale incontri disputati: 26
- Totale incontri vinti: 25
- Totale incontri persi: 1
- Totale incontri pareggiati: 0

### Incontri nel manga
La seguente lista contiene i principali combattimenti presenti nel manga della serie di Kinnikuman.
| Risultato | Avversario               | Tecnica                                      |
| --------- | ------------------------ | -------------------------------------------- |
| Vittoria  | Kinnikuman Super Phoenix | Muscle Spark                                 |
| Vittoria  | Omegaman                 | Muscle Spark                                 |
| Vittoria  | Sansone                  | Muscle Spark completa                        |
| Vittoria  | Kinnikuman Zebra         | Muscle Spark incompleta                      |
| Vittoria  | Uomo Falco               | Kinniku Driver                               |
| Vittoria  | Akuma Shogun             | Kinniku Driver                               |
| Vittoria  | Shivano                  | Kinniku Driver incompleta                    |
| Vittoria  | Planetman                | Black Hole Suplex                            |
| Vittoria  | Sneagator                | Body Slam                                    |
| Vittoria  | Buffaloman               | Double Kinniku Buster                        |
| Vittoria  | Atlantis                 | Kinniku Buster                               |
| Vittoria  | Black Hole               | Niku-dan Elbow Drop                          |
| Vittoria  | Stereo King              | Kinniku Buster                               |
| Vittoria  | Warsman                  | Kinniku Buster                               |
| Vittoria  | Sosumi                   | Kannuki Suplex                               |
| Vittoria  | Mr.P                     | Kinniku Buster                               |
| Vittoria  | King Cobra               | candela Chojin                               |
| Vittoria  | Skull Bozu               | TBD                                          |
| Vittoria  | L'Illusionista           | Helicopter Hold                              |
| Vittoria  | Beauty Rhodes            | Windmill Spin                                |
| Vittoria  | Jesse Maivia             | Le 48 tecniche dell'assassino                |
| Sconfitta | Principe Kamehame        | Iroha Hell Tour                              |
| Vittoria  | Robin Mask               | Mantaro Bomb (manga), Kinniku Buster (anime) |
| Vittoria  | Ramenman                 | Eisbahn Attack                               |
| Vittoria  | Curryman                 | Kinniku Buster                               |
| Vittoria  | Skullduggery             | Kinniku Buster                               |

## Tecniche e mosse

### Tecniche basi
Kajiba no Kuso-jikara (火事場のクソ力?) è una delle tecniche basi di Suguru improvvisata durante il Torneo Choujin. (nella versione americana della seconda serie questo potere si chiama Ultimate Muscle) Questa tecnica possiede anche molte varianti tra le quali:
- Kajiba no Bazuuka (火事場のバズーカ), usata contro Planetman.
- Kajiba no Megaton Panchi (火事場のメガトンパンチ), usata contro Akuma Shogun.
- Kajiba no Burijji (火事場のブリッジ), usata contro Akuma Shogun.
- Kajiba no Magunetto Pawaa (火事場のマグネット・パワー), usata durante lo scontro con i missionari dell'inferno.
- Kajiba no Danchigai Heikoubou (火事場の段ちがい平行棒), usata contro i missionari dell'inferno.
- Kajiba no Biggu Weebu (火事場のビッグ・ウェーブ) usata nello scontro con Mr. VTR.

### Kinniku Buster
Butt Buster (Kinniku Buster nel doppiaggio italiano): è la mossa preferita di Suguru. Viene utilizzata in tutti gli scontri, solitamente per finire gli avversari.
La mossa consiste nel mettere l'avversario sulle spalle, tenerlo per le gambe e spiccare un salto facendo schiantare il proprio fondoschiena, l'impatto danneggia il collo e la schiena dell'avversario. Anche questa mossa possiede alcune varianti.
- Neo Kinniku Buster (新（ネオ）キン肉バスター), usata nello scontro con Buffaloman.
- Double Kinniku Buster (ダブルキン肉バスター), usata nello scontro con Buffaloman ed è una versione potenziata della normale Kinniku Buster.
- Kinniku Buster laterale (サイドキン肉バスター), usato nello scontro con Akuma Shogun.
- Muscle Docking (マッスル・ドッキング), mossa combinata con la Kinniku Driver con un altro lottatore.
- Variante Buster Parte 5 (バスターバリエーションParte 5), altra mossa combinata con Terryman contro i missionari dell'inferno.

NOTA: la Kinniku Buster viene qualche volta usata nel Wrestling reale con il nome di Mexican Stretch Buster o Muscle Buster (usata da Samoa Joe)
Una delle mosse di King di Tekken è simile alla Kinniku Buster.

### Kinniku Driver
Kinniku Driver (キン肉ドライバー?) è una tecnica di Suguru utilizzata durante la lotta con Ashuraman e Akuma Shogun.

### Le 48 tecniche dell'assassino
Le 48 tecniche dell'assassino (の殺人技 48?, Yonjuuhachi nessun Satsujin Waza) sono le famose tecniche insegnate a Suguru dal Principe Kamehame per affrontare e sconfiggere il campione delle Hawaii, Jesse Maivia. King non le utilizza tutte in combattimento e quindi se ne conoscono poche:
- Il Fuu Rin Ka Zan (風林火山?), utilizzato contro Jesse Maivia.
- La N.1, ovvero un pugno così forte da scaraventare un avversario addirittura sulla Luna o su Plutone.
- Il Flying Punch (フライングパンチ?).
- Il Fuoco del Diavolo (デビルファイア?), utilizzato solo nel secondo film di Kinnikuman
- La Choujin Kousatsu Kei, utilizzata su Neptuneman durante il Dream Tag Tournament e su Mr.Vtr. In Ultimate Musce la tecnica viene chiamata Ultimate Death Penalty (アルティメット・デスペナルティ?).

### Face Flash
Face Flash (フェイスフラッシュ?) è una tecnica molto speciale utilizzata solo dai membri del clan di Kinniku. Kinnikuman alza la sua mascherina, generando un flash molto luminoso e potente in grado di effettuare varie mansioni.

### Muscle Spark
La Muscle Spark (マッスルスパーク) è la mossa più potente in assoluto di King Muscle nonché una delle tre mosse sacre del clan Kinniku.
Usata per la prima volta, in versione incompleta, contro Kinnikuman Zebra. Anche Ataru ha usato una versione incompleta della Muscle Spark contro Kinnikuman Super Phoenix, per mostrare a suo fratello come completare la mossa. Prima di iniziare le finali del survival match per il trono Kinniku, King Muscle ha avuto del tempo per perfezionare la Muscle Spark con l'aiuto dei suoi compagni riuscendoci con qualche difficoltà.
King Muscle ha usato la versione completa della Muscle Spark su Satan Cross, The Omegaman e Super Phoenix.